# Sveinbjörn Egilsson

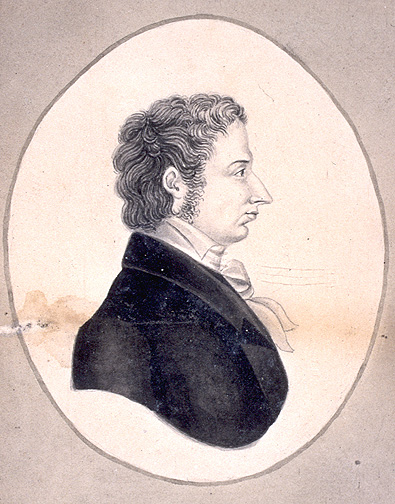
Sveinbjörn Egilsson. Teckning av den norske historikern Rudolf Keyser.

Sveinbjörn Egilsson, född den 24 februari 1791, död den 17 augusti 1852, var en isländsk skolman, språkforskare, översättare och poet.

## Levnad
Sveinbjörn föddes i byn Njardvik (Innri-Njarðvík) i Gullbringusýsla på Island. Hans far var Egill Sveinbjarnarson, en föga känd men välbärgad bonde. En stor del av sin ungdom tillbringade Sveinbjörn i Köpenhamn, där han blev student 1815 och teologie kandidat 1819. Samma år återvände han till Island och blev adjunkt på Bessastaðirs skola (Bessastaðaskóli). Hans huvudämne var klassisk grekiska. År 1846 flyttade skolan till Reykjavík och kom då att kallas Lærði skólinn eller Latínuskólinn , varvid Sveinbjörn blev dess förste rektor. Han avgick dock år 1851 efter en uppslitande schism med sina elever.  Sveinbjörn var gift med Helga Gröndal, dotter till Benedikt Gröndal den äldre, domare i Högsta Domstolen på Island. De fick sonen Benedikt Gröndal den yngre.

## Verk

### Litterära sällskap
Sveinbjörn var under studietiden i Köpenhamn en av de drivande krafterna bakom instiftandet av det Isländska litteratursällskapet (Hið íslenzka bókmentafélag) 1816, och han spelade en framträdande roll i utgivningen av Islänningasagorna (Íslendingasögur) i tolv band åren 1825 - 1837. Han var också en av grundarna av Det Kongelige Nordiske Oldskriftselskab 1825, i vars utgivning av fornskrifter han tog aktiv del.

### Översättningar till latin
Ännu vid 1800-talets början var latinet det lärda Europas gemensamma skriftspråk – i synnerhet vad beträffar vitterheten, det vill säga de humanistiska vetenskaperna – och under åren 1825-1846 översatte Sveinbjörn de isländska konungasagorna till latin under namnet Scripta historica islandorum. Det var också han som utförde merparten av de latinska översättningarna (med förklarande noter) till skaldeverserna i samlingarna Antiquitates americanæ (om färderna till Grönland och Vinland) 1837, och Antiquités russes et orientales (om nordbornas färder i österled) 1850 - 1853. Han bidrog även i hög grad till utgivandet av den Arnamagneanska upplagan av Snorres Edda, 1848 - 1852, som han också översatte till latin.

### Översättningar från grekiska
På Island är Sveinbjörn mest känd för sina prosaöversättningar till isländska av Homerus Iliaden och Odysséen (Ilíonskviða och Odysseifskvæði), postumt utgivna 1854 - 1855. Fortfarande är dessa Homerusöversättningar de enda lättillgängliga som finns på det isländska språket. Hans försök att överföra dessa båda diktverk till Eddans versmått anses dock ha blivit mindre lyckat.

### Skaldespråket
Som forskare var det framför allt de isländska skaldekvädena som upptog Sveinbjörns intresse. Han studerade grundligt kvädenas poetiska stil och skrev en epokgörande ordbok över det fornisländska skaldespråket, Lexicon poëticum antiquæ linguæ septentrionalibus, postumt utgiven av Oldskriftselskabet 1854 - 1860. En ny upplaga av detta verk, bearbetad av Finnur Jónsson, utkom 1931.

### Egna dikter
Sveinbjörn anses ha varit en god poet och han skrev åtskilliga tillfällighetsdikter. Den lyrik av hans hand som fortfarande lever, återfinns i den isländska psalmboken. Sveinbjörn skrev flera psalmer, och det var också han som gjorde den isländska texten till julpsalmen Heims um ból (Stilla natt).